# Baix Llobregat

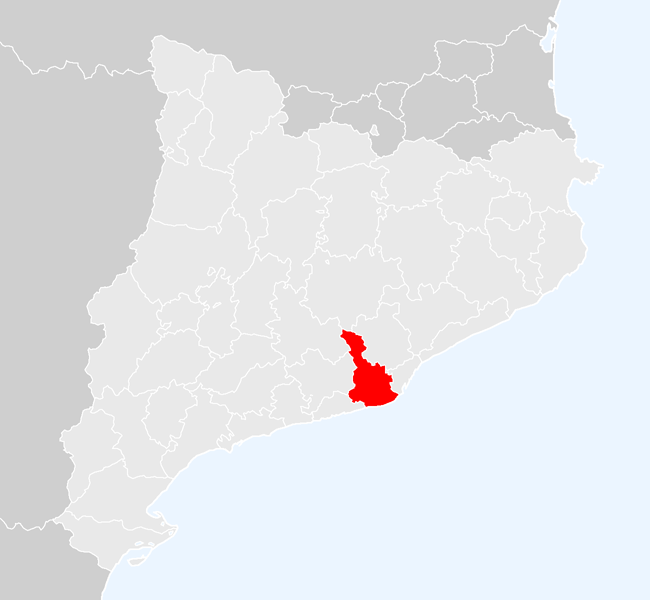
Localização do Baix Llobregat, na Catalunha.

Baix Llobregat é uma região (comarca) da Catalunha. Abarca uma superfície de 485,70 quilômetros quadrados e possui uma população de 771.516 habitantes.

## Subdivisões
A comarca do Baix Llobregat subdivide-se nos seguintes 30 municípios:
- Abrera
- Begues
- Castelldefels
- Castellví de Rosanes
- Cervelló
- Collbató
- Corbera de Llobregat
- Cornellà de Llobregat
- El Prat de Llobregat
- Esparreguera
- Esplugues de Llobregat
- Gavà
- Martorell
- Molins de Rei
- Olesa de Montserrat
- Pallejà
- La Palma de Cervelló
- El Papiol
- Santa Coloma de Cervelló
- Sant Andreu de la Barca
- Sant Boi de Llobregat
- Sant Climent de Llobregat
- Sant Esteve Sesrovires
- Sant Feliu de Llobregat
- Sant Joan Despí
- Sant Just Desvern
- Sant Vicenç dels Horts
- Torrelles de Llobregat
- Vallirana
- Viladecans